# Horst Schmedemann

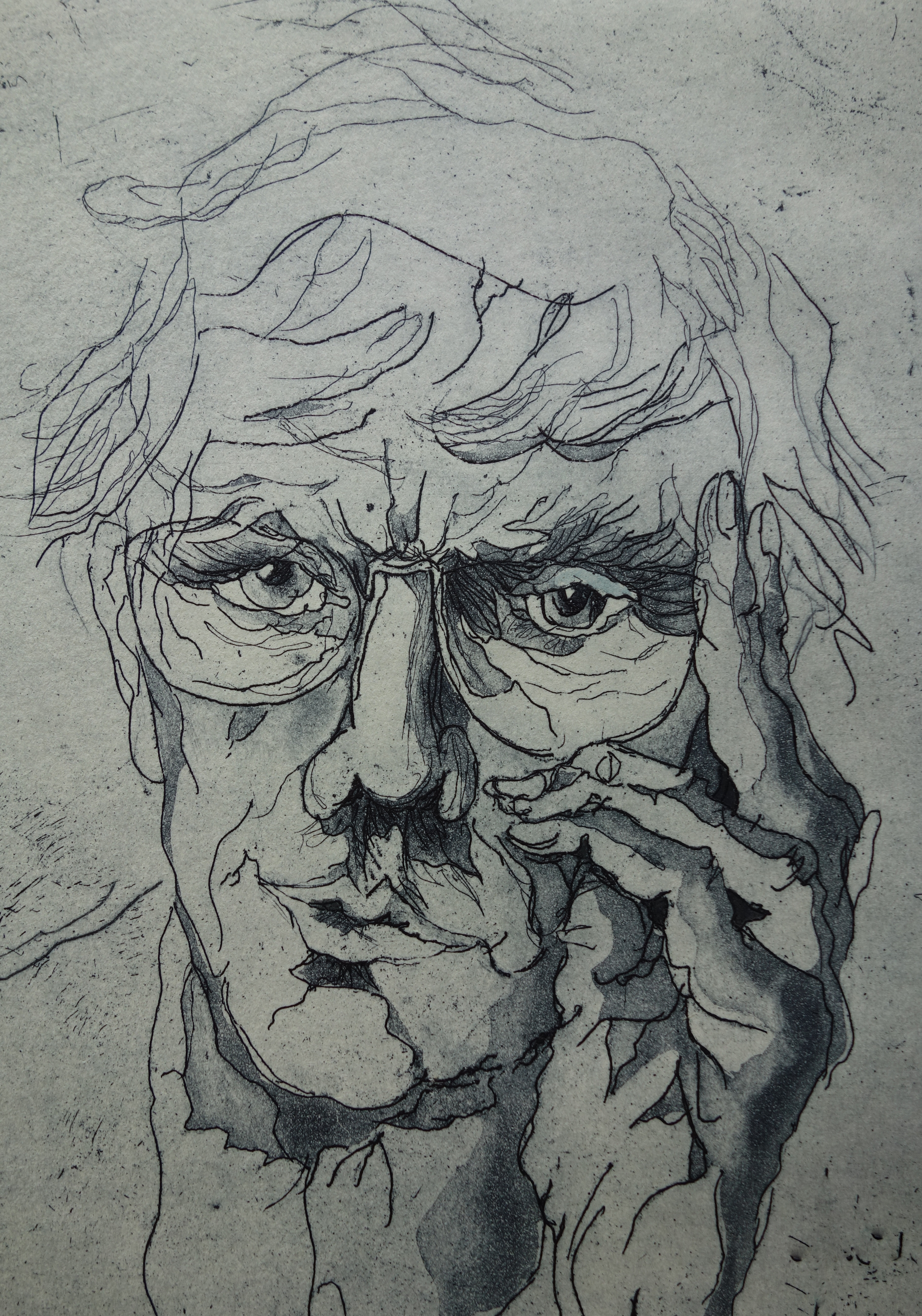
Selbstbildnis 1995

Horst Schmedemann (* 8. April 1934 in Schwerin; † 23. August 2010 in Warsow bei Schwerin) war ein deutscher Lithograph, Grafiker, Zeichner und Maler.

## Leben
Schmedemann wurde als Sohn des Schweriner Bäckermeisters Karl Schmedemann und dessen Frau Margarethe geboren. Er wuchs im Handwerkerviertel um die Fritz-Reuter-Straße auf und besuchte kriegsbedingt mehrere Schulen der Schweriner Innenstadt, die nacheinander zu Lazaretten umfunktioniert wurden.
Die Freude am Zeichnen existierte schon während der Schulzeit. Der Pädagoge und Maler Rudolf Gahlbeck war der Kunsterzieher von Horst Schmedemann. Er entdeckte und förderte das Talent seines Schülers. Er erkannte sein Talent und riet ihm, Lithograph zu werden. So machte Schmedemann nach dem Abschluss der Schule von 1950 bis 1953 eine Lehre als Lithograph bei der damaligen Landesdruckerei in Schwerin.
Nach dieser Ausbildung begann er ein Studium in Leipzig an der Hochschule für Grafik und Buchkunst. Dort lernte er Margot Gramsch kennen, die er 1957 heiratete. Da er sich als Student in der damaligen DDR nicht „linientreu“ verhielt, durfte er das Studium nicht beenden und kehrte Ende 1954 wieder nach Schwerin zurück.
Von 1955 bis 1992 arbeitete Schmedemann bei der Schweriner Volkszeitung, zunächst als Offsetretuscheur, später als Reprofotograf in der Chemigrafie und die letzten 10 Jahre als Gebrauchsgrafiker des Verlages. Ab 1965 trat er mit seinem künstlerischen Schaffen in die Öffentlichkeit. 1969 wurde die Tochter Anke geboren. 1975 kaufte das Ehepaar in Warsow eine alte Bauernkate von 1776. Dieses diente zunächst als Sommerwohnsitz und musste nach und nach saniert werden. Dort richtete er sich für seine künstlerische Arbeit ein Atelier und eine Werkstatt ein, wo er seine Grafiken nun auch selber drucken konnte. Davor ließ er seine Grafiken von einem Kunstdrucker, seinem Künstlerkollegen Ernst Lau, drucken. 1984 erhielt er vom Rat des Kreises Schwerin die „Zulassung als Einzelschaffender, mit der Berechtigung, Aufträge im bildnerischen Volksschaffen anzunehmen“. 1992, in seinem 59. Lebensjahr, verabschiedete er sich aus dem Berufsleben, siedelte ganz nach Warsow um und arbeitete fortan nur noch als freischaffender Künstler. In seinem Fachwerkhaus richtete er sich die kleine Galerie „Uhlenlock“ ein.
Schmedemann erkrankte 2004 an Leukämie. Er starb am 23. August 2010.
Eine kleine Tafel, eingebettet in den Fußweg am Burgsee, erinnert mit seinen Initialen (hs) und dem Geburtsjahr 1934 an den Künstler.

## Werke
In seinen Grafiken, Pastellen und Ölbildern gestaltete Horst Schmedemann vorwiegend die mecklenburgische Landschaft, den weiten Himmel, alte Bauernhäuser, wuchtige Bäume und stille Seenlandschaften. In seinen grafischen Arbeiten wandte er sich neben den Landschaftsmotiven auch Bildnissen, Motiven mit kritischen Aussagen und erotischen Darstellungen zu. Jürgen Borchert schreibt in dem Buch "Stille Bilder": "Horst Schmedemanns Fähigkeit, die Sprache der Farben zu entschlüsseln und zu verdolmetschen, hat mir geholfen, den Sinn des Sehens auf immer neue Weise zu erfahren. Ich habe die Varianten der Farbe Rot besser zu unterscheiden gelernt".
Mit dem Maler Carl Hinrichs und dem Grafiker Karl-Heinz Effenberger war er befreundet und hatte mit ihnen teilweise einen intensiven Gedankenaustausch. "Natur und Gebäude sind erkennbar, und doch ist die Atmosphäre weitläufig, die Stimmung, in der sich Subjekt und Objekt, Gefühl und Naturzustand treffen, allgemeingültig. Carl Hinrichs hat diese Tradition von der Weimarer Malerschule eines Franz Bunke über Wilhelm Facklam empfangen und an Horst Schmedemann weitergegeben".
In den Jahren 1984 bis 2007 illustrierte Horst Schmedemann mehr als 25 Bücher u. a. für Werner Lindemann und Jürgen Borchert. Er entwarf Vignetten und Exlibris und war nach der Wende auch für die Landesregierung von Mecklenburg-Vorpommern künstlerisch tätig.

### Grafiken

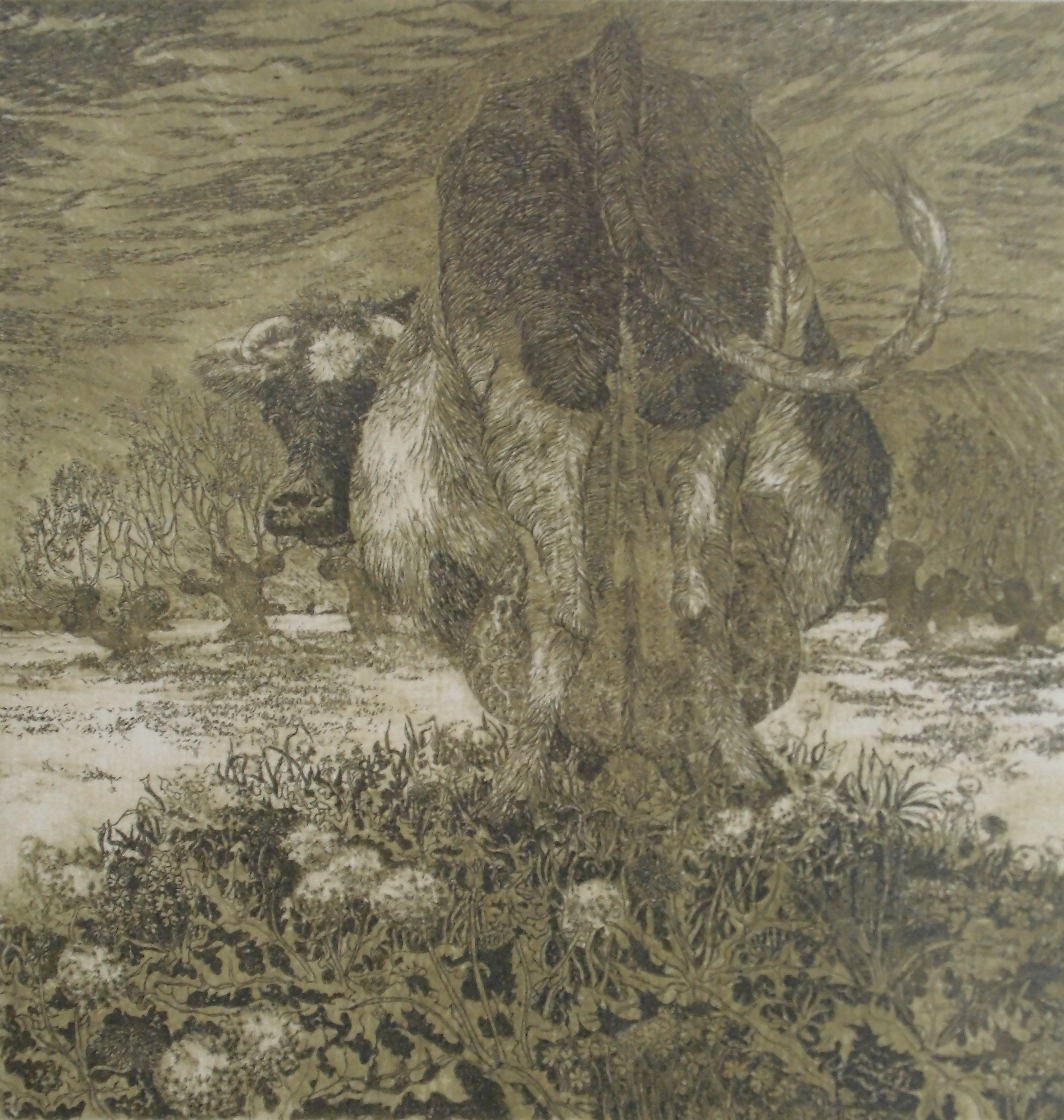
Grafik, Traum einer Intensivkuh 1978

Sein Hauptwerk sind die Grafiken, die er in verschiedenen Techniken wie Kaltnadel- und Ätzradierung, Aquatinta, Mezzotinto, Vernis Mou und Reservage ausführte und ab 1983 in seiner Werkstatt selbst druckte. Die Auflagen waren oft gering, 8 bis 50 Abzüge. Manche Grafiken druckte er auch farbig. Schmedemann erfasste die Mentalität der Mecklenburger und der Landschaft und setzte sie auf seine Weise in Bilder um.
Mit der Grafik entstanden auch viele Motive, die nicht eine Stimmung in der Natur ausdrücken sollten, sondern eine kritische Aussage zu verschiedenen Themen, bei denen der Betrachter mitdenken und zu Fragen und Diskussionen angeregt werden sollte: "Das Kapital", ein Buch mit 100-Mark-Scheinen (beides Karl Marx); "Man selbst?", ein Mann mit Maske; "Traum einer Intensivkuh", eine Stallkuh träumt von einer Blumenwiese; "ohne Titel", mit der DDR-Brille aus einer Mücke einen Elefanten machen; "Gestörtes Gleichgewicht" in der Natur; "Naturfreundlich", ein LPG Bauer fährt mit seinem Pflug um einen Baum herum; "Ausweg", ein Weg zu einem idyllischen Bauernhaus.
In den Jahren von 1975 bis 1982 widmete er sich auch der Exlibriskunst zu. Mit dieser kleinformatigen Grafik hat er die Merkmale, Neigungen, beruflichen oder persönlichen Lebensumstände des Bucheigners dargestellt. Die Grafik „Mueßer Fenster“ entstand 1982 in einer Auflage von 29 Stück.

### Pastelle

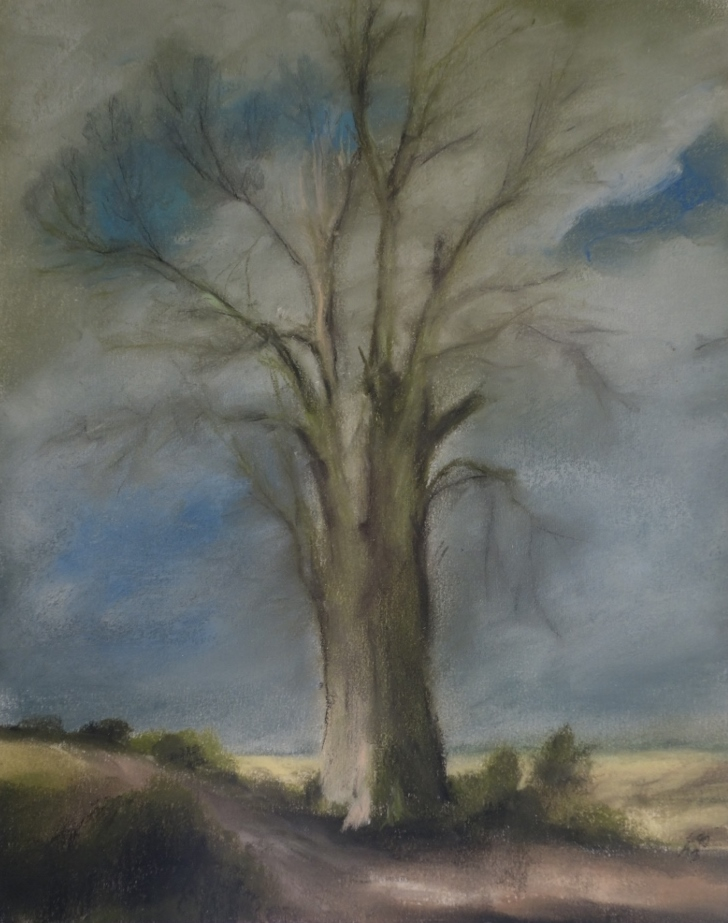
Pastell, Alter Baum 1990

Nachdem er schon lange grafisch tätig gewesen war, arbeitete er auch mit Pastellfarben. Mit der Pastellkreide konnte er die Stimmung einer Landschaft und eines Wetters ausdrucksvoll in Farben ausdrücken: eine Landschaft im Schnee, eine Gewitterstimmung, dunkle Wolken, eine Mondnacht. Er bevorzugte gedeckte Farben, aber wenn bei noch dunklem Himmel der erste Sonnenstrahl auf ein Backsteingemäuer fällt, dann ist da das leuchtende Rot, Schmedemanns Ziegelrot (z. B. Schweriner Dom, Doberaner Münster, Rostocker Marienkirche, Schweriner Schelfkirche, Barlachs Kapelle in Güstrow und die Inselkirche auf Poel). Die weiche Körnigkeit der Pastellkreide, die Farben – Rot, Grün, Braun, Blau vorzugsweise in dunkel leuchtenden Tönen – und das Schweben zwischen Zeichnen und Malen, das Verwischen von Linien und Farbübergängen, kam dem Naturell von Horst Schmedemann entgegen und wurde neben der Grafik zu seinem bevorzugten Medium.

### Ölbilder

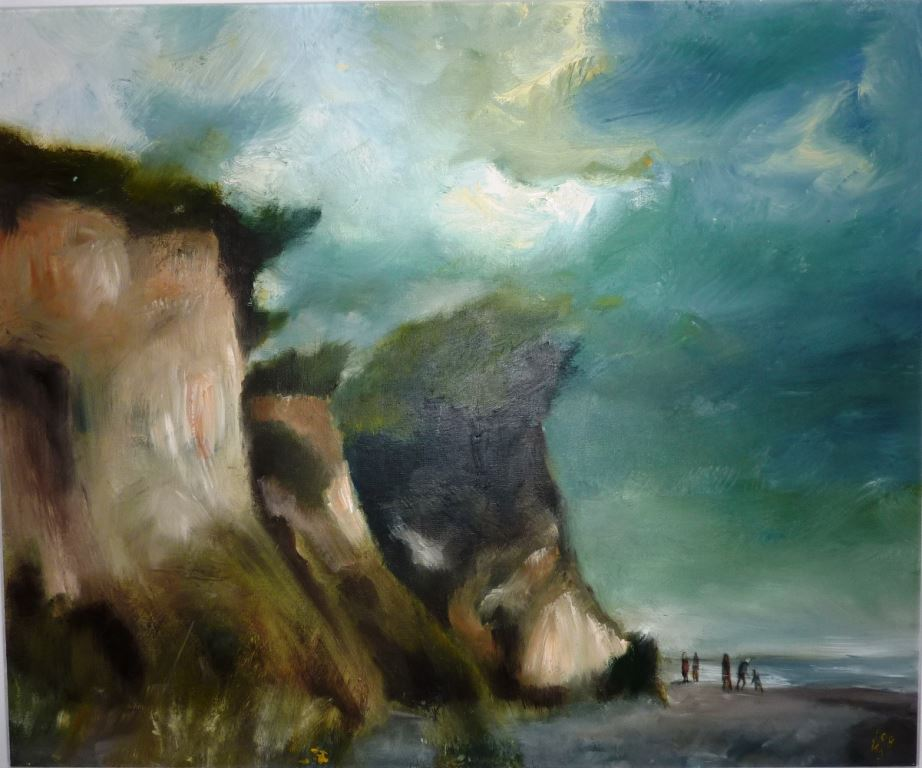
Ölbild, Windig an der Ostsee 2008

Erst in den 1990er Jahren wandte sich Horst Schmedemann intensiver der Ölmalerei zu. Er ist den Weg von der zeichnerischen Linie zur flächigen bis räumlichen Form, vom Pastell zur Ölmalerei in einem folgerichtigen, aufbauenden Prozess gegangen. Wie im Pastell, so konnte er auch in der Ölmalerei Stimmungen und innere Bewegtheit ausdrücken.

### Buchillustrationen
Horst Schmedemann hat für seine Buchillustrationen drei verschiedene Techniken benutzt: Pastellkreide, Tuschezeichnung und Radierung. Diese Originale konnten beim Buchdruck entweder etwas vergrößert oder verkleinert werden. Mal war es eine Bebilderung des jeweiligen Textes, doch meistens eine eigene Interpretation.
- 1984 Das Leben ist der Güter höchstes..., Lesarten zu Schiller, Kulturbund der DDR, Bezirksleitung Schwerin
- 1986 Buchillustrationen für die Verlage: Hinstorff (Rostock), Demmler, (Schwerin) und Stock & Stein (Schwerin)
- 1986 Querfeldein und geradezu, Satiren und Aphorismen von Manfred Kubowsky, Eulenspiegel Verlag, Berlin
- 1987 Die Räuberhöhle, Drei Erzählungen von Steen Steensen Blicher, Hinstorff Verlag Rostock
- 1987 Überfahrt zwanzig Pfennig, Geschichten, Skizzen und Anekdoten von Christa Borchert, Hinstorff Verlag Rostock, ISBN 3-356-00053-5
- 1988 Musik in Mäkelborg, Anekdoten rund um die Mecklenburger Staatskapelle von Günter Wittiber und Dieter Klett, Kulturbund der DDR, Bezirksleitung Schwerin
- 1989 In Holt un Heid', Gedichte und Prosa von Richard Giese, Hinstorff Verlag Rostock
- 1990 Drachtknuppen, Plattdeutsche Gedichte von Günter Wittiber, Herausgeber Rat der Stadt Schwerin, Abteilung Kultur
- 1990 Wie Petermännchen zu Hut und Stelzen kam, Sagenhafte Märchen von Erika Borchardt, Landesverlags- und Druckgesellschaft mbH, Schwerin
- 1990 Dackel Max in Mecklenburg, Eine vergnügliche Geschichte von Manfred Kubowsky, Landesverlags- und Druckgesellschaft mbH, Schwerin
- 1990 In der kleinen Buchreihe vom Verlag der Schweriner Volkszeitung: Das Wetterbüchlein (Text von Horst Barz) und Quantwies, Krüzwies, tourwies ut Schwerin un ümrüm (Texte von Günter Wittiber)
- 1991 Petermännchen, Der verwunschene Prinz, Sagenhafte Geschichten von Erika Borchardt, Landesverlags- und Druckgesellschaft mbH, Schwerin
- 1991 Das Schloss an der Nebel, Erzählung von Brigitte Birnbaum, Landesverlags- und Druckgesellschaft mbH, Schwerin
- 1991 Wildes Blut und andere Geschichten, von Günter Wittiber, Landesverlags- und Druckgesellschaft mbH, Schwerin
- 1991 Tanzt im Winde wie ein Mädchen, Kleine vergnügliche Geschichten von Werner Lindemann, Landesverlags- und Druckgesellschaft mbH, Schwerin, ISBN 3-910179-23-1
- 1992 Petermännchen, Der Poltergeist, Eine sagenhafte Erzählung von Erika Borchardt, Landesverlags- und Druckgesellschaft mbH, Schwerin
- 1993 Gedanken sind Kinder der Stille, von Werner Lindemann, Demmler Verlag, Schwerin, ISBN 3-910150-21-7
- 1993 Spaziergänge in Mecklenburg, Erzählungen von Jürgen Borchert, Demmler Verlag, Schwerin, ISBN 3-910150-20-9
- 1994 Vadder kocht, gekocht und geschwätzt von Jürgen Borchert, Demmler Verlag, Schwerin, ISBN 3-910150-23-3
- 1994 Petermännchen, Der geheimnisvolle Zwerg, Erzählungen von Erika & Jürgen Borchardt, Stock & Stein Verlags-GmbH Schwerin
- 1997 Soeben mal soeben gaude würd', Plattdeutsch für den politischen Alltag zusammengestellt von Jürgen Borchert, SPD-Landtagsfraktion Mecklenburg-Vorpommern
- 1998 "Christian" Geschichten aus einer echt glücklichen Zeit von Günter Pilgrim, Verlag Stock & Stein, ISBN 3-932370-46-5
- 2007 Mein Onkel Erich und andere Geschichten, von Rolf-D. Klodt, Projekte-Verlag Cornelius GmbH, Halle, ISBN 978-3-86634-399-3

## Ausstellungen (Auswahl)

### Gemeinschaftsausstellungen
- 1965 Beteiligung an Kreis- und Bezirksausstellungen und Mitglied der Künstlergruppe 65
- 1974 Beginn von zentralen Ausstellungen des bildnerischen Volksschaffens der DDR in Erfurt, Suhl, Karl-Marx-Stadt(Chemnitz), Neubrandenburg, Schwerin
- 1977 bis 1986 Beteiligung an Ausstellungen der DDR im Ausland, vertreten mit Exponaten in Mexiko, Moskau, Bratislava, Liberec/CSSR, Irak, Nepal, Polen, Bulgarien, Österreich, Schweden
- 1984 Jubiläumsausstellung Kulturbund Schwerin
- 1988 Ruhrfestspiele, Recklinghausen
- 1989 Staatliches Museum Schwerin, gemeinsam mit Carl Hinrichs
- 1990 „Mecklenburger Künstler in Hamburg“ im Ludwig-Erhard-Haus
- 1994  „Mecklenburg Kunst Galerie am Mattenstieg“ in Dabel
- 1994 Grafik-Schau in Arneburg
- 1996 „erotic art“ in Dresden
- 2016 FINEARTSCHWERIN, Kunstwasserwerk Schwerin Grafikausstellung, vertreten mit Exponaten

### Einzelausstellungen
- 1985 Sonderausstellung zum 50. Geburtstag im Kulturbund Schwerin
- 1986 Ausstellung mit Neujahrsgrafiken im Dresdener Leonhardi-Museum
- 1990 Exlibris-Ausstellung in der Landesverlags- und Druckgesellschaft mbH Schwerin
- 1995 Werke für die Sammlung des Staatlichen Museums in Schwerin, Kupferstichkabinett
- 1999 Präsentation der neuesten Arbeiten in der Galerie der Schweriner Volkszeitung
- 2004 Ausstellung im Schloss Wiligrad, Kunstverein Wiligrad e.V.
- 2009 Ausstellung im Schweriner Dom anlässlich des 75. Geburtstages
- 2012 Ausstellung im Schweriner Schloss, CDU-Fraktion des Landtages Mecklenburg-Vorpommern, März – August
- 2018 NDR-Landesfunkhaus Schwerin, Einzelausstellung „Vielfalt – Bilder aus dem Norden“ mit 32 Werken (Grafik & Öl) von April–September

## Ehrungen
- 1975 Sonderpreis für hervorragende künstlerische Ergebnisse auf dem Gebiet Grafik im Volkskulturwettbewerb des Bezirkes Schwerin, Kulturbund der DDR, Bezirksleitung Schwerin
- 1979 Förderpreis für gute künstlerische Ergebnisse, Bezirkskabinett für Kulturarbeit Schwerin
- 1982 Goldmedaille der 19. Arbeiterfestspiele der DDR für hervorragende Leistungen (Radierungen), Bundesvorstand FDGB
- 1982 Urkunde für gute künstlerische Ergebnisse, 3. Bezirksausstellung des bildnerischen Volksschaffens in Schwerin, Rat des Bezirkes Schwerin und Bezirksvorstand FDGB Schwerin
- 1984 Sonderpreis für gute künstlerische Ergebnisse des künstlerischen Volksschaffens, Staatliches Museum Schwerin
- 1985 "Medaille für Verdienste im künstlerischen Volksschaffen der DDR", Oberbürgermeister der Stadt Schwerin
- 1986 Förderpreis für gute künstlerische Ergebnisse, 4. Bezirksausstellung des bildnerischen Volksschaffens in Schwerin, Bezirksvorstand FDGB Schwerin
- 1986 Diplom für den kulturell-künstlerischen Beitrag anläßlich der V. Galerie des Bezirkes Schwerin, Abteilung Kultur
- 1987 „Kurt-Barthel-Medaille“ für besondere Verdienste bei der Entwicklung des geistig-kulturellen Lebens in der DDR, Rat des Bezirkes Schwerin

## Veröffentlichungen
- Volkskunstkalender. 1972
- Exlibris von Horst Schmedemann. Landesverlags- und Druckgesellschaft mbH, Schwerin 1990
- Jahreszeiten im Obotritenland. jährlicher Kunstkalender, Stock & Stein Schwerin 1995–2004
- Jahreszeiten im Obotritenland. Kunstkalender, Stock & Stein Schwerin 2008